# Paul Horgan
Paul Horgan (né le 1er août 1903 à Buffalo dans l'État de New York, États-Unis et mort le 8 mars 1995 à Middletown au Connecticut) est un historien et écrivain américain qui a écrit des ouvrages de fiction et de non-fiction, dont les récits se déroulent le plus souvent dans le Sud-Ouest des États-Unis. Il a reçu deux prix Pulitzer d'histoire. En 1989, The New York Times Book Review  a écrit : « À l'exception de Wallace Stegner, aucun Américain vivant ne s'est autant distingué en fiction et en histoire ».

## Biographie
Né à Buffalo dans l'État de New York aux États-Unis le 1er août 1903, il s'est établi à Albuquerque au Nouveau-Mexique en 1915. Plus tard, il suit des cours au New Mexico Military Institute (en) à Roswell au Nouveau-Mexique où il rencontre l'artiste Peter Hurd (en), qui sera son ami jusqu'à la fin de sa vie. Plus tard, il travaille à la bibliothèque de l'école pendant quelques années.
Au printemps 1922 il fait la connaissance de Robert Oppenheimer, alors en villégiature au Nouveau-Mexique, et se lie d'amitié avec lui.
En 1923, Horgan s'inscrit à l’Eastman School of Music à Rochester dans l'État de New York. Il a appris que le ténor russe Vladimir Rosing (en) souhaitait lancer un département d'opéra à l'école. Horgan aime les enregistrements de Rosing et veut faire partie de cette entreprise. Il a observé que personne n'a été désigné pour s'occuper de la conception des décors et, même s'il n'a aucune expérience, il parvient à convaincre Rosing de lui donner sa chance. Après trois ans, la jeune compagnie devient professionnelle et se nomme alors l’American Opera Company (en).
Horgan devient renommé lorsqu'il gagne le prix Harper en 1933 pour son livre The Fault of Angels qui s'inspire de ses expériences à Rochester. Il reçoit une Bourse Guggenheim en 1947. Pour Great River: The Rio Grande in North American History, il reçoit un prix Pulitzer d'histoire en 1955, ouvrage pour lequel il reçoit aussi un prix Bancroft. En 1976, il reçoit à nouveau un prix Pulitzer d'histoire pour Lamy of Santa Fe. Ces deux ouvrages apportent de nouveaux éléments à l'histoire du Nouveau-Mexique. Great River serait considéré comme un classique sur la littérature historique du Sud-Ouest américain. C'est la première tentative d'expliquer au grand public la culture pueblo des Anasazis et les efforts de colonisation des Espagnols au Nouveau-Mexique. La description de l'invasion du Texas et du Nouveau-Mexique par les Anglo-américains serait l'une des plus complètes à l'époque de la publication.
Horgan a été président de l’American Catholic Historical Association, qui occupait un bureau à l'université catholique d'Amérique. En 1960, Robert Franklin Gish, un Amérindien, a loué les apports d'Horgan dans la monographie Paul Horgan et quelques autres ouvrages. Il est élu membre de l'American Antiquarian Society en 1983.
Horgan a maintenu une longue relation académique avec l'université Wesleyenne à Middletown au Connecticut,,, :
- Fellow au Center for Advanced Studies (CAS, qui s'appelle maintenant « Center for Humanities ») pour les périodes 1959-1960, 1961-1962, 1967-1968 et 1968-1969
- directeur du CAS, 1962-1967
- professeur adjoint d'anglais, 1961-1971
- professeur émérite et auteur en résidence, 1971-1995.

Paul Horgan est mort le 8 mars 1995 à Middletown au Connecticut. Il a publié 40 livres et reçu 19 titres honorifiques d'universités américaines.

## Publications

### Fiction
- No Quarter Given
- The Habit of Empire
- A Lamp on the Plains
- Give Me Possession
- Memories of the Future
- The Return of the Weed
- Figures in a Landscape
- The Devil in the Desert
- One Red Rose for Christmas
- The Saintmaker's Christmas Eve
- To The Mountains
- Humble Powers
- Toby and the Nighttime
- The Peach Stone: Stories from Four Decades
- Main Line West, 1936
- Far from Cibola, 1936
- The Common Heart, 1942
- A Distant Trumpet, 1951
- Things as They Are, 1951
- Everything to Live For, 1968
- Whitewater, 1969
- The Thin Mountain Air, 1977

### Non-fiction
- Great River: the Rio Grande in North American History, 1954
- Men of Arms
- From the Royal City
- New Mexico's Own Chronicle (with Maurice Garland Fulton)
- The Centuries of Santa Fe
- Rome Eternal
- Citizen of New Salem, 1961
- Conquistadors in North American History
- Peter Hurd: A Portrait Sketch from Life
- Songs After Lincoln
- The Heroic Triad, 1954
- Approaches to Writing
- Encounters with Stravinsky / A Personal Record
- Josiah Gregg And His Vision Of The Early West, 1979
- Lamy of Santa Fe

### Citations originales
1. ↑  (en) « With the exception of Wallace Stegner, no living American has so distinguished himself in both fiction and history. »